# رودولف گوزن بینی قرمز

رودولف

رودولف یک گوزن شمالی تخیلی با بینی درخشان است که در داستان‌های عامیانه به‌عنوان نهمین و جوان‌ترین گوزن بابا نوئل شناخته می‌شود. او سایر گوزن‌ها را هدایت می‌کند و به‌خاطر بینی قرمزش در هوای برفی می‌تواند راه را به دیگر گوزن‌ها نشان دهد.
این شخصیت اولین‌ بار در داستانی نوشتهٔ رابرت ال. می ظاهر شد، ولی بعدها به شکل گسترده‌ای از آن در داستان‌ها و فیلم‌ها استفاده کردند و به یکی از داستان‌های رایج کریسمس تبدیل شد.